# The Red Jumpsuit Apparatus
The Red Jumpsuit Apparatus ist eine US-amerikanische Band aus Middleburg, Florida.

## Geschichte
The Red Jumpsuit Apparatus veröffentlichten 2006 ihre erste Demoaufnahme mit dem Namen Ass Shaker/Justify/Face Down EP. Etwas später wurde ihr erstes Album Don’t You Fake It veröffentlicht. Die Singleauskopplung Face Down schaffte es erst nach einem halben Jahr auf bessere Platzierungen in den US-Charts, im März 2007 erreichte der Song Platz 2. Im Februar 2007 starteten sie ihre US-Tour. Seit Sommer 2008 arbeiteten The Red Jumpsuit Apparatus an ihrem zweiten Studioalbum, welches im Februar 2009 erschienen ist. Ende Oktober 2008 ist Elias Reidy ausgestiegen. Die Gründe sind bislang unbekannt.
Anfang September 2011 veröffentlichte die Band ihr drittes Studioalbum Am I the Enemy. Am 11. Juli 2011 verkündete Ronnie Winter, dass Duke Kitchens und Matt Carter die Band verlassen haben. Ersetzt wurden diese durch den langjährigen Fan der Band Josh Burke und Ronnie Winters Bruder Randy Winter. Mitte Oktober entschied sich auch Drummer John Wilkes dazu, die Band zu verlassen. Sein Nachfolger ist Kristopher Comeaux. Am 14. Oktober 2013 gab die Band bekannt, dass Matt Carter zur Band zurückgekehrt ist und auf dem 2014 kommenden Album 4 die Lead-Gitarre übernimmt.

## Diskografie

### Studioalben
| Jahr | Titel                       | Höchstplatzierung, Gesamtwochen, AuszeichnungChartsChartplatzierungen (Jahr, Titel, Platzierungen, Wochen, Auszeichnungen, Anmerkungen) | Anmerkungen                           |
| Jahr | Titel                       | US | Anmerkungen                           |
| ---- | --------------------------- | --- | ------------------------------------- |
| 2006 | Don’t You Fake It           | US25 Platin · (62 Wo.)US | Erstveröffentlichung: 18. Juli 2006   |
| 2009 | Lonely Road                 | US14 (4 Wo.)US | Erstveröffentlichung: 3. Februar 2009 |
| 2010 | The Hell or High Water (EP) | US189 (1 Wo.)US | Erstveröffentlichung: 24. August 2010 |
| 2011 | Am I the Enemy              | US61 (1 Wo.)US | Erstveröffentlichung: 30. August 2011 |

Weitere Alben
- 2004: The Red Jumpsuit Apparatus
- 2006: Demos
- 2007: AOL Sessions Undercover
- 2009: Shock Session
- 2013: Et Tu, Brute?
- 2014: 4
- 2018: The Awakening
- 2020: The Emergency EP

### Singles
| Jahr | Titel Album                 | Höchstplatzierung, Gesamtwochen, AuszeichnungChartplatzierungen (Jahr, Titel, Album, Platzierungen, Wochen, Auszeichnungen, Anmerkungen) | Höchstplatzierung, Gesamtwochen, AuszeichnungChartplatzierungen (Jahr, Titel, Album, Platzierungen, Wochen, Auszeichnungen, Anmerkungen) | Anmerkungen                            |
| Jahr | Titel Album                 | UK | US | Anmerkungen                            |
| ---- | --------------------------- | --- | --- | -------------------------------------- |
| 2006 | Face Down Don’t You Fake It | UK— GoldUK | US24 ×5Fünffachplatin · (43 Wo.)US | Erstveröffentlichung: 4. Juli 2006     |
| 2009 | Pen & Paper Lonely Road     | — | US75 (1 Wo.)US | Erstveröffentlichung: 27. Februar 2009 |

Weitere Singles
- 2007: False Pretense (US: Gold)
- 2007: Your Guardian Angel (US: Platin)
- 2007: Disconnected
- 2008: You Better Pray
- 2010: Valentine
- 2011: Reap
- 2011: Am I the Enemy
- 2011: Angel in Disguise
- 2012: Twilight
- 2013: Remember Me
- 2013: Wide Is the Gate
- 2014: The Right Direction
- 2014: California
- 2015: It Was You
- 2017: The Awakening
- 2018: On Becoming Willing
- 2018: Land Down Under
- 2019: Shooting Star (Radio Mix 2019)
- 2019: Trust
- 2020: A Long Time Ago In A Galaxy Called LA
- 2020: Brace Yourself
- 2022: Face Down (Symphonic Edition)
- 2024: Home Improvement

## Auszeichnungen für Musikverkäufe
| Goldene Schallplatte - Neuseeland - 2016: für die Single Your Guardian Angel | Platin-Schallplatte - Neuseeland - 2025: für das Album Don’t You Fake It |

Anmerkung: Auszeichnungen in Ländern aus den Charttabellen bzw. Chartboxen sind in ebendiesen zu finden.
| Land/RegionAuszeichnungen für Musikverkäufe (Land/Region, Auszeichnungen, Verkäufe, Quellen) | Gold     | Platin     | Verkäufe  | Quellen              |
| -------------------------------------------------------------------------------------------- | -------- | ---------- | --------- | -------------------- |
| Neuseeland (RMNZ)                                                                            | Gold1    | Platin1    | 22.500    | radioscope.co.nz NZ2 |
| Vereinigte Staaten (RIAA)                                                                    | Gold1    | 7× Platin7 | 7.500.000 | riaa.com             |
| Vereinigtes Königreich (BPI)                                                                 | Gold1    | —          | 400.000   | bpi.co.uk            |
| Insgesamt                                                                                    | 3× Gold3 | 8× Platin8 |           |                      |